# 桃園空軍基地彈藥竊案
桃園空軍基地彈藥竊案，發生於1999年10月，中華民國空軍桃園基地彈藥庫兩次遭竊，T65突擊步槍子彈、手榴彈等大量彈藥不翼而飛，引發社會譁然。空軍迫於追緝壓力，錯將桃園基地士兵蘇黃平、羅樟坪及王至偉三人羈押四個多月，期間無人道的刑求逼供，且偽造未施以刑求之偽證，造成三名士兵身心嚴重創傷。是中華民國國軍軍中人權事件之一。

## 彈藥失竊事件
1999年10月3日早上八點半，空軍桃園基地實施例行性彈藥庫巡查工作，發現陸用彈藥庫側門門鎖遭到油壓剪破壞，存放的T65突擊步槍穿甲彈短少八箱、共計8960顆子彈。空軍桃園基地指揮部政戰主任李明山表示，短少的槍彈是基地士兵訓練用的五點五六毫米步槍穿甲彈，陸用彈藥庫在基地軍機機堡旁，崗哨執勤，只有特定清查人員有鑰匙可以進出。空軍總司令部政戰主任師國強率領的調查小組、內政部警政署刑事警察局、軍事安全調查單位和憲兵司令部桃園憲兵隊、以及監察院監察委員林秋山率領的調查小組都至現場蒐證調查。
然而相隔數日，10月11日空軍桃園基地發生第二起竊案，彈藥庫共遺失空用防紅外線火燄彈60枚、空用外載拋棄用起爆管22包、彩色發煙手榴彈22枚、練習用手榴彈17枚，造成社會不安。時任中華民國國防部部長唐飛與中華民國參謀總長湯曜明上將知情後大為震怒，指示空軍總司令部偵辦竊案、追究失職人員。

## 案件偵辦

### 士兵家屬質疑刑求取供
10月22日，軍事檢察官聲請羈押空軍桃園基地彈藥補給兵蘇黃平、羅樟平以及駕駛兵王至偉，三人被諭令移送桃園縣八德市空軍懷德山莊收押。另外，桃園地檢署聲請羈押蘇黃平的姊夫練忠和，以及未成年華姓少年。其中蘇黃平、王至偉、羅樟平及華姓少年都坦承犯案，而蘇、羅、王三名士兵與華姓少年、練忠和等人是舊識。軍方提訊三名士兵模擬當天的作案過程，蘇黃平供稱，犯案過程是由王至偉負責關掉彈藥庫探照燈，蘇黃平和羅樟平把子彈運到軍車上，王志維開車載到基地外圍的彈藥庫，再由練忠和接應、載到他處。三名士兵都很怕練忠和，照練的指示行事，但三人不知彈藥流向，也否認涉入第二起竊案。
然而，隔日羅樟平、王至偉兩人家屬強烈質疑軍方刑求逼供。羅樟平家屬表示，羅樟平在軍中擔任消防兵而非彈藥補給兵；王至偉家人則在申請探視時，被軍事檢察官諭令禁見而無法會面，王至偉的胞妹還遭到自稱「刑事人員」的三名男子要求提供線索與彈藥被竊實情，「否則全案將由王至偉和另幾個『菜鳥』扛起」。隨後，羅、蘇、王三人更翻供並提出案發時的不在場證明，羅家還直指羅樟平患有精神疾病。
面對刑求取供的質疑，空軍總司令部文化宣教處處長兼專案小組發言人于煥庭於10月底表示，軍方專案小組根據事證辦案，蘇黃平、王至偉、羅樟平三人涉嫌重大，且在留置室隔離偵訊過程中不僅有軍事檢察官督導、並全程錄音錄影，不可能有逼供或屈打成招情事。而國防部北部地方軍事法院桃園分院檢察署與聯手偵查的桃園地檢署更在11月2日否認抓錯人，強調偵查方向並無錯誤，三人供詞反覆，軍檢已多方查證並蒐集到部分證據才將三人移送羈押，懷疑三人案發前多次模擬串供。
案情偵辦陷入膠著，12月9日，于煥庭再度否認軍方有刑求情事。

### 桃園空軍基地哨兵再遭奪槍
2000年2月2日上午，空軍桃園基地執勤衛哨上兵林明哲被五名歹徒攻擊，T65突擊步槍遭搶。專案小組懷疑嫌犯先竊彈藥再奪槍，兩者有相當關聯。

### 槍砲彈藥竊奪案宣告偵破
歷經數月偵查和監控，2000年2月6日，空軍桃園基地槍砲彈藥竊奪案宣告偵破，追回大批彈藥。主嫌為股市失利、欠下大筆債務的張永濤，他夥同曾在空軍桃園基地與空軍新竹基地服役的共犯方志誠、陳國鎮、張沛龍、徐雲南、吳佳星、劉彥庭等人偷搶空軍桃園基地彈藥，準備春節期間搶劫金融機構與運鈔車。2000年2月2日上午，張永濤協同陳國鎮、徐雲南、張沛隆與方志誠等共犯將騎腳踏車的李姓與林姓哨兵撞倒後，成功搶奪上兵林明哲的步槍。
但涉嫌竊取彈藥和搶奪槍枝的主嫌張永濤等七人落網坦承犯案後，否認犯案過程與遭押士兵蘇黃平、羅樟平、王至偉有關，且張永濤等提出的犯案時間也與三名士兵的自白有出入。三名士兵的不在場證明經查成立，引發三人家屬強烈不滿。
桃園地檢署偵結，依《中華民國刑法》強盜、搶奪等罪嫌提起公訴。張永濤因出資購槍、再委由他人共同搶奪空軍桃園基地彈藥，被檢察官彭南雄向桃園地方法院具體求處無期徒刑。陳國鎮、吳佳星、徐雲南三人被求處十五年有期徒刑，劉彥廷、張沛隆、方志誠與陳猛浩四人被求處十年有期徒刑，林文源被求處六年有期徒刑。蘇黃平、羅樟平、王至偉並未被起訴。

## 刑求疑雲
但是自失竊案發生，涉案士兵遭調查和收押後，屢屢傳出各種刑求版本，甚至包括下體被冰塊刑求、肚皮隔書本以榔頭重擊、埋在地洞內僅露出頭部慢慢折磨等屈打成招的說法。
2000年2月16日，台灣之聲廣播電台創辦人許榮棋與黃國章落海事件家屬陳碧娥（軍中人權促進會創辦人黃媽媽）持香腸諷刺，法務部調查局測謊官以冰塊刑求彈藥竊案涉案士兵下體，使士兵遭到逼供。對此軍方表示，涉案士兵的家屬一度質疑刑求逼供，但桃園地檢署檢察官彭南雄偵訊三人時、以及涉案人委任律師探視時，三人都表示沒有刑求，有錄影帶可供佐證。
雖然家屬懷疑，家屬審視的偵訊錄影帶可能為不同版本，甚至錄影帶可能失蹤。但空軍基地專案小組發言人于煥庭表示，軍方對刑求士兵一事已特別成立專案小組另行調查，然而刑求傳聞軍方查無實據。媒體報導專案小組透露，調查之初三名士兵確實私下反映遭受刑求，但所有內容都未被記載在偵訊筆錄內，而一捲專供軍方上級審視的錄影帶中，收押士兵頭帶全罩式安全帽應訊，該錄影帶亦不知去向。

### 士兵蘇黃平公開自白遭刑求
2000年4月28日，民主進步黨立法委員戴振耀召開記者會，控訴軍方聯合專案小組成員、空軍反情報總隊少校梁玉樹除了疲勞偵訊外，還以恐嚇、電擊、吃土、甚至冰塊凍傷役男下體等不人道方式逼供；戴振耀說，儘管相關人員已接受軍法偵辦，但國防部部長唐飛仍應向社會道歉。
因未通過測謊而被列入嫌犯的彈藥兵蘇黃平公開在記者會表示，毆打是最普通的逼供方式，他曾晚上被帶到公墓，要他摸墓碑，還踩住脖子要他吃土，或是威脅埋在地下，甚至用冰塊冰下體，要他們寫下自白書。另一位曾遭懷疑涉案的華姓少年則說，他去看蘇黃平後，莫名其妙被帶走，隨後也是遭到各式各樣的酷刑。
空軍總司令部官員表示，多名立法委員已經介入關心過，刑求問題已經由監察人員調查過，還尚未發現具體事證。

## 懲處與起訴名單

### 彈藥失竊部分
1999年10月18日，空軍防砲警衛司令部司令少將楊學仁因空軍桃園基地彈藥失竊案，遭核定於同年11月退伍。
2000年12月30日，監察院移送公務員懲戒委員會審議結果，空軍桃園基地前任指揮官少將劉勝信記過兩次，案發時指揮官少將趙嘯濤記過一次，補給中隊隊長中校譚懷壢記過兩次，彈藥庫庫長上尉吳文祥記過一次，補給官上尉張克烜記過兩次，警衛營營長中校周紹雄降一級。

### 士兵遭刑求部分
2001年8月31日，公務員懲戒委員會審議通過，主導刑求事件的前空軍反情報總隊參謀官上校柯仲慶急於爭功，無視人權，對於測謊未過的士兵恐嚇、毆打、刑求及非法取證，違反《公務員服務法》，撤職並停止任用一年。空軍總司令部政戰副主任少將高應方督導執行全盤事宜，本應依法行事，卻讓軍官濫用職權刑求士兵，未盡督導之責，記過兩次。空軍中校葉思興、潘以成及空軍少校梁玉樹、空軍保防官上尉何祖耀協助刑求，均被懲處休職六個月。
2001年9月11日，桃園地檢署依《中華民國刑法》偽造文書罪起訴空軍桃園基地指揮部醫務所少校主任田大豐；田大豐涉嫌偽填三人受檢項目均正常，企圖掩護軍方刑求真相。

### 事件後續
2011年1月，媒體報導，空軍反情報總隊不僅錯抓蘇黃平、王至偉、羅樟平三人刑求，且同批人員也涉及江國慶案。其中涉嫌在江國慶案刑求江國慶、也主導刑求蘇黃平等人的上校柯仲慶，被國防部高等軍事檢察署以「共同假藉職務上權力實施拘禁」等罪起訴；但最後國防部最高軍事法院二審輕判柯仲慶緩刑。